# 트렝가누주

트렝가누 주의 깃발

트렝가누 주의 문장

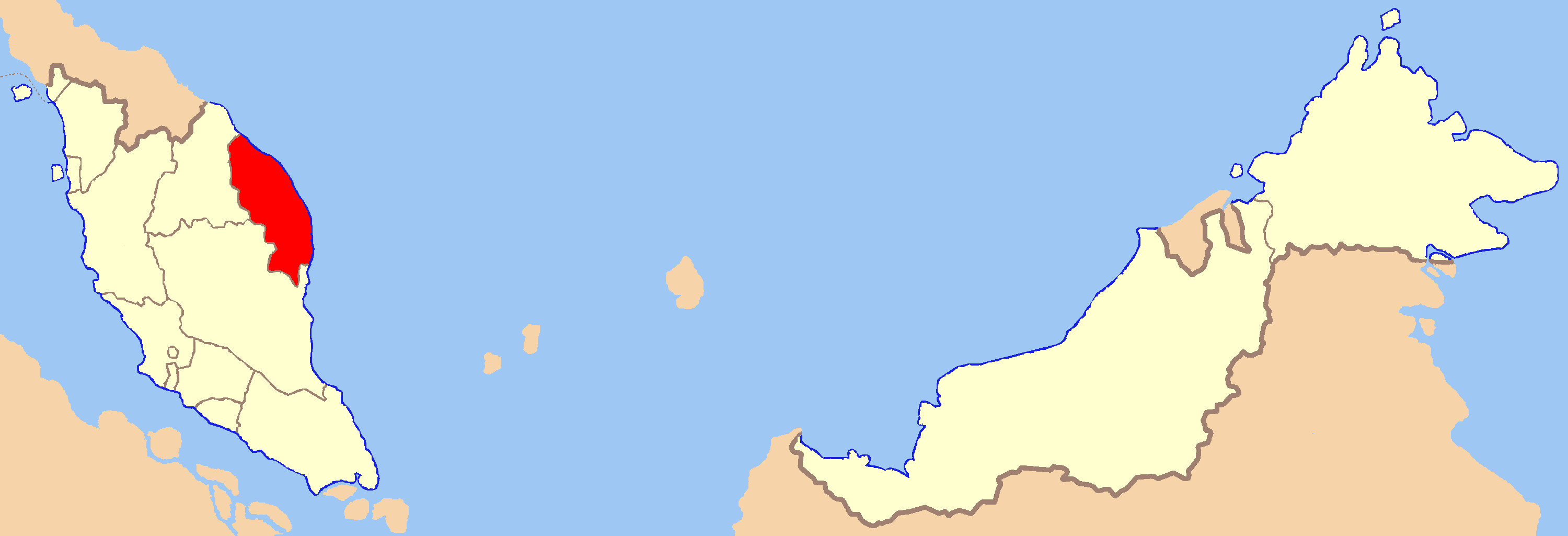
트렝가누 주

트렝가누주(Terengganu)는 말레이시아를 구성하는 13개의 주 가운데 하나로, 주도는 쿠알라트렝가누이며 인구는 1,015,776명(2010년 기준), 면적은 13,035km2, 인구밀도는 77.9명/km2이다.